# Proteus (mythologie)

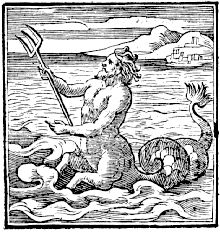
Zeegod Proteus met drietand
(1531), Jörg Breu de Oudere

Proteus (Grieks: Πρωτεύς) is een zeegod uit de Griekse mythologie. Als zijn vader worden zowel Poseidon als Oceanus genoemd.
Hij is de herder van de zeehonden van Poseidon en kan de toekomst voorspellen, hoewel hij vaak van gedaante veranderde om te voorkomen dat hem gevraagd werd om dit te doen. Hij was getrouwd met de nereïde Psamathe en had met haar twee dochters: de nimf Eidothea, die net als haar vader over de gave der voorspelling beschikte, en Cabiro of Kabeiro, de nimf van Lemnos die bij Hephaistos de moeder van de Cabeiren was.
In het verhaal van Orpheus en Eurydice van Vergilius is hij het die de lotgevallen van Eurydice vertelt aan Aristaeus en hem uiteindelijk ook de vergevingsmethode toereikt.

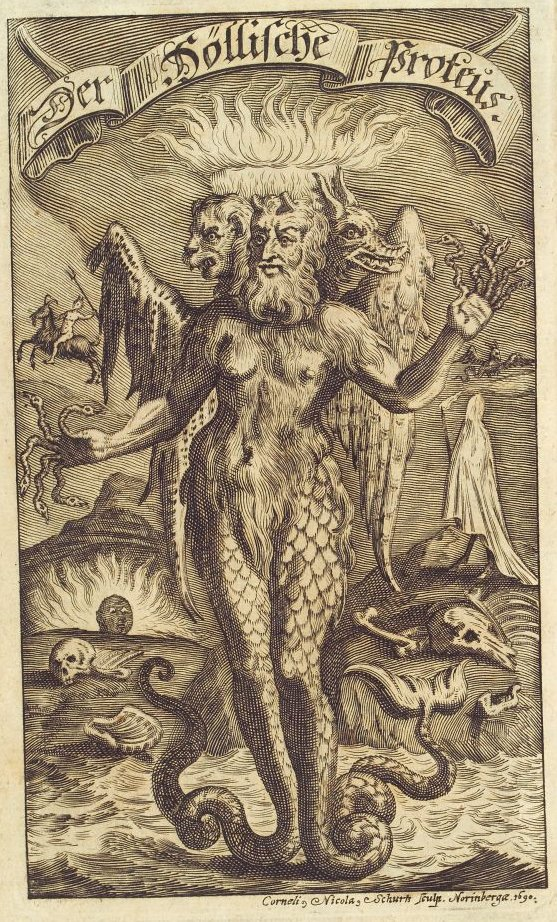
Proteus, 1695